# 巴甫洛·狄青纳
巴甫洛·格里戈里耶维奇·狄青纳，（俄语：Па́вел Григо́рьевич Тычи́на，1891年1月27日—1967年9月16日），乌克兰人，苏联文学家，党和国家领导人，乌克兰苏维埃社会主义共和国科学院院士。曾任乌克兰苏维埃社会主义科学院塔拉斯·舍甫琴科文学研究所所长，教育部长，最高苏维埃主席，苏联最高苏维埃民族院副主席等职务。

## 生平
- 1891年1月15日（格里历：1月27日）出生于沙俄切尔尼戈夫省科泽列茨基区佩斯基村的一个乡村教师家庭。狄青纳幼年便展现出过人的音乐、绘画和诗歌能力。
- 1907年-1913年，切尔尼戈夫神学院学习。1910年与作家米哈伊尔·科丘宾斯基相识，参加他组织的星期六文学派对，受到他的关怀和鼓励。
- 1913年-1923年，《拉达报》，《Svitlo杂志》编辑。期间，1913年-1917年，基辅商学院学习。
- 1923年-1936年，哈尔科夫《Chervony Shlyakh杂志》编辑，并开始学习亚美尼亚语，格鲁吉亚语和土耳其语。1929年当选乌克兰苏维埃社会主义共和国科学院院士（文学批评方向）。
- 1936年-1939年，乌克兰苏维埃社会主义共和国科学院塔拉斯·舍甫琴科文学研究所所长。
- 1938年-1967年，乌克兰苏维埃社会主义共和国最高苏维埃副主席。

期间：
- 1941年-1943年，乌克兰苏维埃社会主义共和国科学院塔拉斯·舍甫琴科文学研究所所长。
- 1943年-1948年，乌克兰苏维埃社会主义共和国教育人民委员、教育部长。1944年加入联共（布）。
- 1953年9月-1959年3月，乌克兰苏维埃社会主义共和国最高苏维埃主席。
- 1954年-1962年，苏联最高苏维埃民族院副主席。
- 1967年9月16日于基辅逝世，享年76岁。

狄青纳是苏共20-22大代表，第2-5届苏联最高苏维埃民族院代表，第1-7届乌克兰苏维埃社会主义共和国最高苏维埃代表。

## 文学创作
狄青纳自1912年开始发表诗作。1918年出版第一本诗集《太阳的单簧管》。他的其它重要诗集有《犁》（1920）、《从乌克兰吹来的风》（1924）、《亲如一家》（1938，获1941年度斯大林奖）、《钢与柔》（1941）、《成长吧，美丽的世界》（1960）等。他善于从民歌中汲取营养，诗的风格精练简洁，富有明快的节奏感和浓郁的音乐性。他的早期待作深受象征主义的影响，创造通过诗与民间歌曲的融合而具有韵律美的形象，反映乌克兰的重大历史事件。晚期诗作则主要歌颂新时代的新生活。他还是乌克兰苏维埃社会主义共和国国歌的词作者之一。

## 荣誉
- 诗集《亲如一家》获1941年斯大林奖一等奖
- 乌克兰苏维埃社会主义共和国塔拉斯·舍甫琴科国家奖（1962）
- 社会主义劳动英雄称号（1967）
- 五次列宁勋章（1939,1948,1951,1960,1967）
- 两次劳动红旗勋章（1941,1944）
- 1941-1945年伟大卫国战争中忘我劳动奖章[2]